# Folk rock in Italia
La musica folk rock in Italia ha nel tempo mescolato il rock con le sonorità delle più svariate forme di musica folklorica, da quelle italiane a quelle di altre zone del mondo.
Le sue origini possono esser rintracciate negli anni '60, tanto in gruppi la cui ricerca si muoveva tra le prime forme di popular music e la musica folk come Nuova Compagnia di Canto Popolare, Nuovo Canzoniere Italiano, Kunsertu, La Macina, quanto nel movimento dei cantautori che si ispiravano al folk revival di statunitensi come Bob Dylan o Joan Baez. La musica beat si mescolò così con il folk dando vita a quello che venne poi chiamato Folk-bitt.
Nel corso dei decenni successivi anche in Italia la musica rock si fuse alle musiche folk più disparate, sia italiane come la tarantella o il saltarello, sia straniere come la musica celtica, la musica irlandese.

## Storia

### Anni '60
Tra gli artisti della musica popolare bisogna ricordare la Nuova Compagnia di Canto Popolare, nata alla fine degli anni '60 con l'intento culturale della ricerca e diffusione della tradizione popolare campana, facendo un vero e proprio lavoro di ricerca della tradizione orale. Numerosi gli artisti che nel tempo si sono avvicendati nella formazione Eugenio Bennato e Giovanni Mauriello, Peppe Barra e Roberto De Simone, Fausta Vetere e Patrizio Trampetti.
È invece del 1964 la nascita del Nuovo Canzoniere Italiano, che annovera tra gli altri Ivan Della Mea, Gualtiero Bertelli, Paolo Pietrangeli, la giovanissima Giovanna Marini, oltre a cantanti contadini come Giovanna Daffini. La ricerca musicale e l'impegno politico del Nuovo Canzoniere arrivano anche a teatro con lo spettacolo Ci ragiono e canto di cui Dario Fo cura la regia.
Sempre in quel periodo inizia la riscoperta del folklore italiano, grazie a musicisti come Roberto Balocco in Piemonte, Nanni Svampa (che incide una Storia della canzone milanese in 8 dischi) in Lombardia, Lino Toffolo in Veneto, Roberto Murolo (che incide una Storia della canzone napoletana in 12 dischi) in Campania, Matteo Salvatore in Puglia, Otello Profazio in Calabria, Rosa Balistreri ed i Kunsertu in Sicilia e Maria Carta in Sardegna.
Nel campo della musica leggera le prime incisioni di folk rock risalgono all'epoca beat, con le canzoni di Gian Pieretti (ad esempio Il vento dell'est, ma anche quelle scritte per Rebecca & C, Miss Ann e Piove sul mondo, con chitarra acustica e flauto), e di Tony Cucchiara, che nel 1966 forma un duo folk con la moglie, la cantante Nelly Fioramonti, incidendo due album con brani originali e qualche cover di canzoni americane (ad esempio vi è Dove andranno i nostri fiori, cover di Where have all the flowers gone di Pete Seeger, con il testo italiano di Daniele Pace e Ma sto pagando, cover di There but for fortune di Phil Ochs).
Sempre di questo periodo è il duo Jonathan e Michelle, che incide anche cover di Donovan e Bob Dylan, Phil Ochs (ancora There but for fortune, ma con un testo diverso da quello di Tony e Nelly, scritto da Luciano Beretta ed intitolato Fammi vedere) oltre ad una versione del brano tradizionale americano Stewball e brani originali come Occhiali da sole sempre in questo stile, e i Girasoli, che scrivono canzoni originali con sonorità folk; anche i Pooh, in Brennero'66, si riallacciano a questo stile, e così i Kings nelle loro versioni di canzoni di Dylan.

### Anni '70
Anche alcuni cantautori italiani si rifanno ai cantautori Nord Americani, si pensi a Folk beat n. 1 di Francesco Guccini, ai dischi di Edoardo Bennato che unisce country, tarantella e rock, a Fabrizio De André che traduce Dylan, Leonard Cohen o il tradizionale Geordie e ad Angelo Branduardi che ha inciso moltissime versioni in italiano di canzoni nordamericane o britanniche, da Mary Hamilton a The trees they do hrow high.
Angelo Branduardi è un musicista di estrazione classica, diplomato al Conservatorio di Genova in violino. Il primo disco Branduardi '74 si avvicina alle sonorità del progressive, poi nei dischi successivi Branduardi si avvicina alla musica medievale e rinascimentale e alla musica celtica, è del 1985 Branduardi canta Yeats. L'utilizzo del violino, dell'arpa, del sitar, del banjo, del liuto è accompagnato da basso elettrico e batteria. Successivamente il violino diventerà anche violino elettrico.

### Anni '80

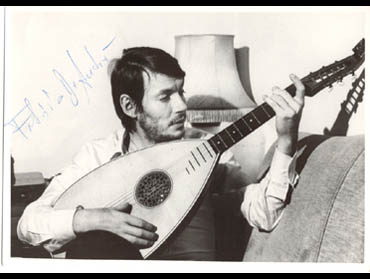
Fabrizio De André ha spesso usato sonorità di strumenti mediterranei e medievali

Fabrizio De André pubblica nel 1984 il disco Crêuza de mä, completamente in lingua ligure (in realtà un genovese antico e ricco di termini caduti in disuso, importati direttamente dall'arabo-turco, infatti il disco ebbe difficoltà di comprensione linguistica persino tra gli stessi genovesi). Anche dal punto di vista musicale De André va alla ricerca di strumenti tradizionali dal Bosforo a Gibilterra: dall'oud alla chitarra andalusa, dalla gaida macedone al flauto, dallo shannaj turco  al liuto arabo, dal bouzuki greco al mandolino napoletano. Un disco assolutamente al di fuori delle logiche del mercato, ma che ha un grande successo e che sicuramente ha aperto le porte alla musica etno-folk-rock.
Uno dei fondatori del folk-rock moderno è stato Enrico Capuano: che  dal 1980  unisce in maniera netta il folk italiano con il rock  internazionale stile anni '70, con la  Tammurriatarock, esporta la sua musica in tutto il mondo, in particolare negli Stati Uniti d'America, in Canada, a Cuba e in Europa. Enrico è fratello di Michele e Antonio Capuano, fondatori della cooperativa lavoro culturale band  di folk progressivo legata al Nuovo Canzoniere Italiano, famosa negli anni '70. Enrico Capuano artista e produttore discografico negli anni si evolve, introduce nella sua musica sonorità sempre più moderne e un modo di fare spettacolo ripreso in seguito da tantissime band. Collabora con Franz Di Cioccio, E Zezi, O zulu, Piero Brega e tanti altri.
Nel 1982 si formano i Lou Dalfin un gruppo occitano che è tra i primi a riprendere la musica tradizionale, utilizzando strumenti tradizionali, tra cui la ghironda, fisarmonica e organetto, violino, plettri, clarinetto, flauti, boha e cornamusa e cantando in lingua occitana. Dopo lo scioglimento nel 1985 si rifondono nel 1990 con una nuova formazione di musicisti dalle più varie estrazioni musicali: folk, jazz e rock; accanto agli strumenti più tipici della tradizione sono introdotti basso, batteria, chitarra, tastiere e sassofoni. Si passa dal folk al folk rock. Nel 2013 un altro gruppo piemontese, Edaq, poggiando saldamente le basi nella tradizione occitana e francoprovenzale delle vallate alpine, propone una versione che guarda al jazz, al rock e all'elettronica rivolta all'ascolto e al ballo.

### Anni '90
Nel 1991 nascono a Torino i Mau Mau, formazione folk rock nata dall'idea del chitarrista Luca Morino, del fisarmonicista Fabio Barovero e del percussionista Tatè Nsongan. Il gruppo si distingue per la predilezione della lingua piemontese nei testi delle canzoni, nonché per la capacità di coinvolgere il pubblico durante le esibizioni live.
Nel 1988 Gigi Camedda, Gino Marielli e Andrea Parodi fondano i Tazenda, uno dei primi gruppi di etno-folk-rock in Italia, bandiera della Sardegna nel mondo. Già nel loro primo disco Tazenda elaborano uno stile del tutto personale le launeddas (considerate i più antichi strumenti ad ancia del Mediterraneo), i canti a tenore campionati, le fisarmoniche diatoniche accompagnano le chitarre elettriche.
Sempre in Sardegna nel 1990 nacquero i Kenze Neke, fondati da Renzo Saporito e Sandro Usai, rimasti attivi sino al 2006. Legato all'indipendentismo sardo, il gruppo univa le sonorità del rock e del punk alla musica sarda, anche ricorrendo per i propri testi al sardo. Nel 1996 sulla scia dei Kenze Neke nacquero gli Askra che, inizialmente legati al punk, si avvicinarono ai suoni della musica mediterranea. Nel 2007 Askra e Kenze Neke diedero vita ad un progetto, i KNA, che vedeva impegnati numerosi componenti delle due band. I KNA dal 2012, a seguito di modifiche della formazione, sono diventati i Soberanìa Populare. Nel 2010 alcuni ex membri dei Kenze Neke formarono gli Tzoku, un gruppo che mantiene alcuni caratteri del folk rock, come l'uso del sardo e la reinterpretazione di brani tradizionali, ma che più si avvicina all'universo dell'alternative rock.
I Gang nascono come gruppo punk nel 1984, ma all'inizio degli anni '90 compiono la svolta epocale, per poter cantare della situazione politica e sociale italiana bisogna cantare in italiano. Anche dal punto di vista musicale viene abbandonato il punk dei Clash, alla chitarra elettrica Marino sostituisce una chitarra a dodici corde, si aggiungono violino, fisarmonica, armonica, fiati e anche bande di paese (Oltre). I Gang sfornano tre dischi Le radici e le ali (1991), Storie d'Italia (1993), che vede tra l'altro la collaborazione e produzione artistica di Massimo Bubola, Una volta per sempre (1995) che possono essere annoverati tra i migliori dischi del folk rock italiano. Dal vivo i brani precedenti come anche il classico brano dei Clash I Fought the Law, che i Gang non hanno mai eliminato dalle loro scalette, vengono riletti in chiave acustica anche grazie all'apporto fondamentale del terzo Gang Andrea Mei. Nel 2004, dopo due dischi prettamente rock, i Gang incidono Nel tempo e oltre, cantando insieme a La Macina, gruppo di ricerca musicale marchigiano guidato da Gastone Pietrucci. Brani tradizionali e brani dei Gang si incontrano e vengono riletti e riarrangiati, ottimo esempio di fusione tra rock e tradizione.

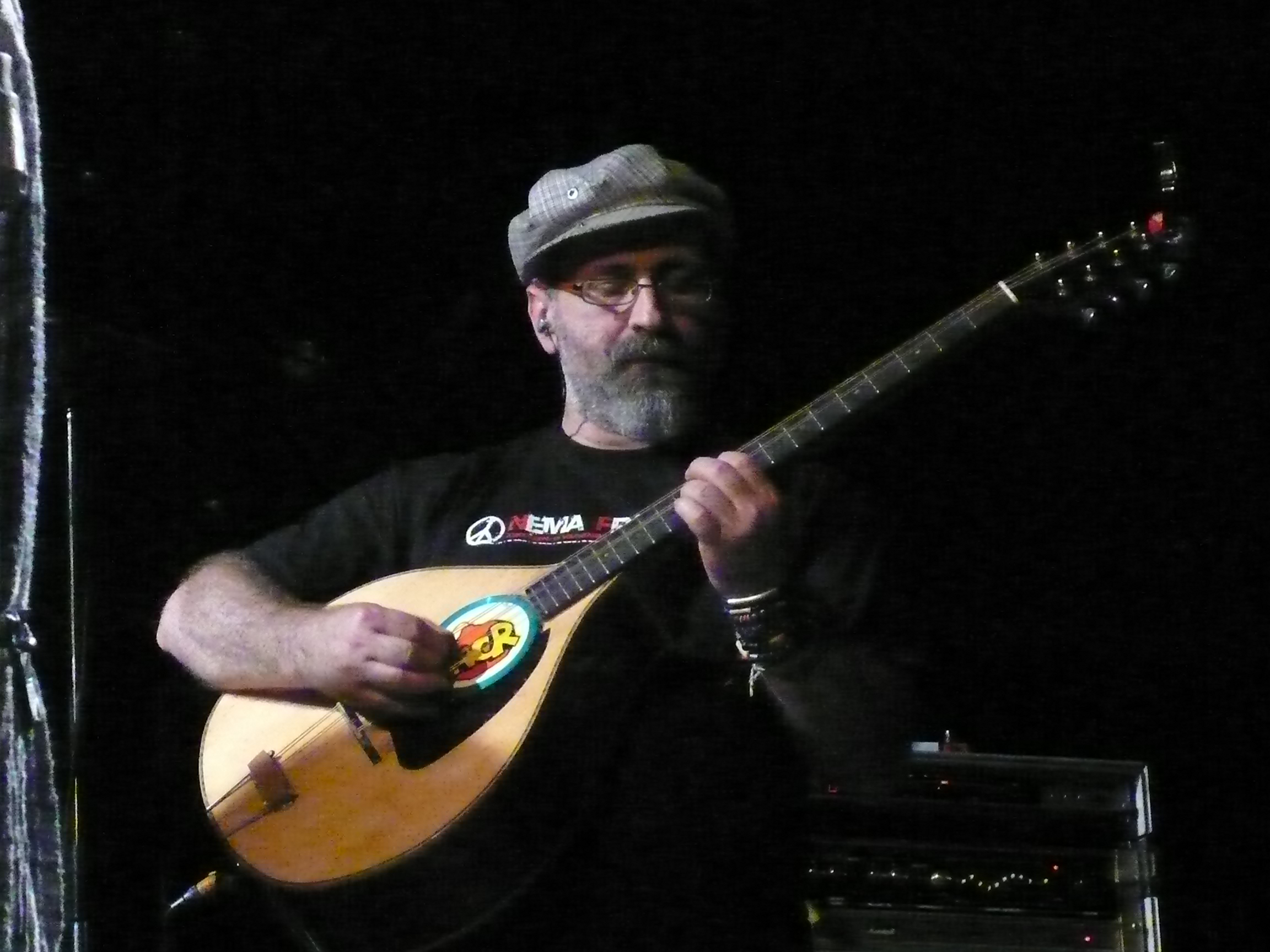
Luca Giacometti componente dei Modena City Ramblers mentre suona il bouzouki

Nel 1991 un gruppo di ragazzi emiliani fonda i Modena City Ramblers, un gruppo che ha influenzato molto il folk rock italiano degli ultimi anni. Il loro primo demotape si intitola Combat Folk un vero proclama di intenti: una fusione del Combat Rock dei Clash e il folk: brani tradizionali irlandesi, canti politici come Contessa e canti partigiani come Fischia il vento e Bella ciao riarrangiati anch'essi in chiave irish. Il combat folk diventerà un genere: un folk rock a forte contenuto sociale e politico. Successivamente i M.C.R. incontrano anche Sud America, Marocco, Palestina e Sudafrica i suoni del mondo si fondono con il rock, il punk, con i loop e i campionamenti dando origine a quella che loro stessi definiscono celtica patchanka. Dalla grande famiglia rambler si generano tanti gruppi che esplorano le possibilità del folk rock: gli aretini Casa del vento di cui facevano parte due membri dei ramblers, e che vedono, nel loro primo disco ufficiale, la partecipazione di Cisco; i Fiamma Fumana di Alberto Cottica che mischiano folk ed elettronica; i Caravane de Ville di Giovanni Rubbiani; i Ductia di Massimo Giuntini; i Paulem e La strana famiglia di Luciano Gaetani, il gruppo calabrese Il Parto delle nuvole pesanti; oltre alla carriera solista di Cisco, che non ha però cambiato sostanzialmente genere musicale.
Sempre nel 1991 nasce in Italia il gruppo West&Coast, originariamente influenzata da una matrice country di ispirazione californiana, la band vedrà poi dirigere il suo stile verso un vero e proprio folk rock d'autore, fino al 2006, con l'uscita del singolo No ocean to divide, al quale prendono parte anche Vinnie Colaiuta, Tony Levin, James Raymond e Dean Parks, disco che conclamerà definitivamente il gruppo come esportatore del genere folk rock.
Vinicio Capossela, cantautore Italiano, ha tratto, in numerosi brani, ispirazione dal folklore Greco, in particolare dal genere Rebetiko, tema principale del suo album del 2012, Rebetiko Gymnastas.
I primi due album dei Materdea, sestetto torinese, sono caratterizzati da una forte influenza folk rock, in particolare in Satyricon, dove i tema ricorrenti e predominanti di violino strizzano l'occhio alle ballate scozzesi ed irlandesi.
Anche altri gruppi musicali e cantanti, che non appartengono al genere folk rock, hanno avuto episodi folk rock: i Nomadi nonostante abbiano avuto per lunghi periodi un violinista (prima Chris Dennis e poi Sergio Reggioli), nonché un fiatista (Francesco Gualerzi) hanno sempre usato questi strumenti secondo le convenzioni del rock e del pop. L'eccezione è il live Le strade, gli amici, il concerto, che vede la partecipazione di alcuni membri dei Celtas Cortos, delle cornamuse dei Bagad Quimperle Bretagne, dell'arpa celtica di Andrea Pozzoli, e che quindi stravolge il sound dei Nomadi più pop-rock in un sound più decisamente folk. Anche Claudio Lolli ha reinciso il suo album più famoso Ho visto anche degli zingari felici con Il Parto delle Nuvole Pesanti che hanno conferito al disco sonorità decisamente folk.